# 가나야마 준키
가나야마 준키(일본어: 金山 隼樹, 1988년 6월 12일 ~ )는 일본의 축구 선수이다. 현재 J1리그의 파지아노 오카야마에서 뛰고 있다.

## 구단 경력
그는 2013년부터 J리그의 V-파렌 나가사키, 홋카이도 콘사돌레 삿포로, 파지아노 오카야마에서 뛰었다.